# Stadtspital Zürich

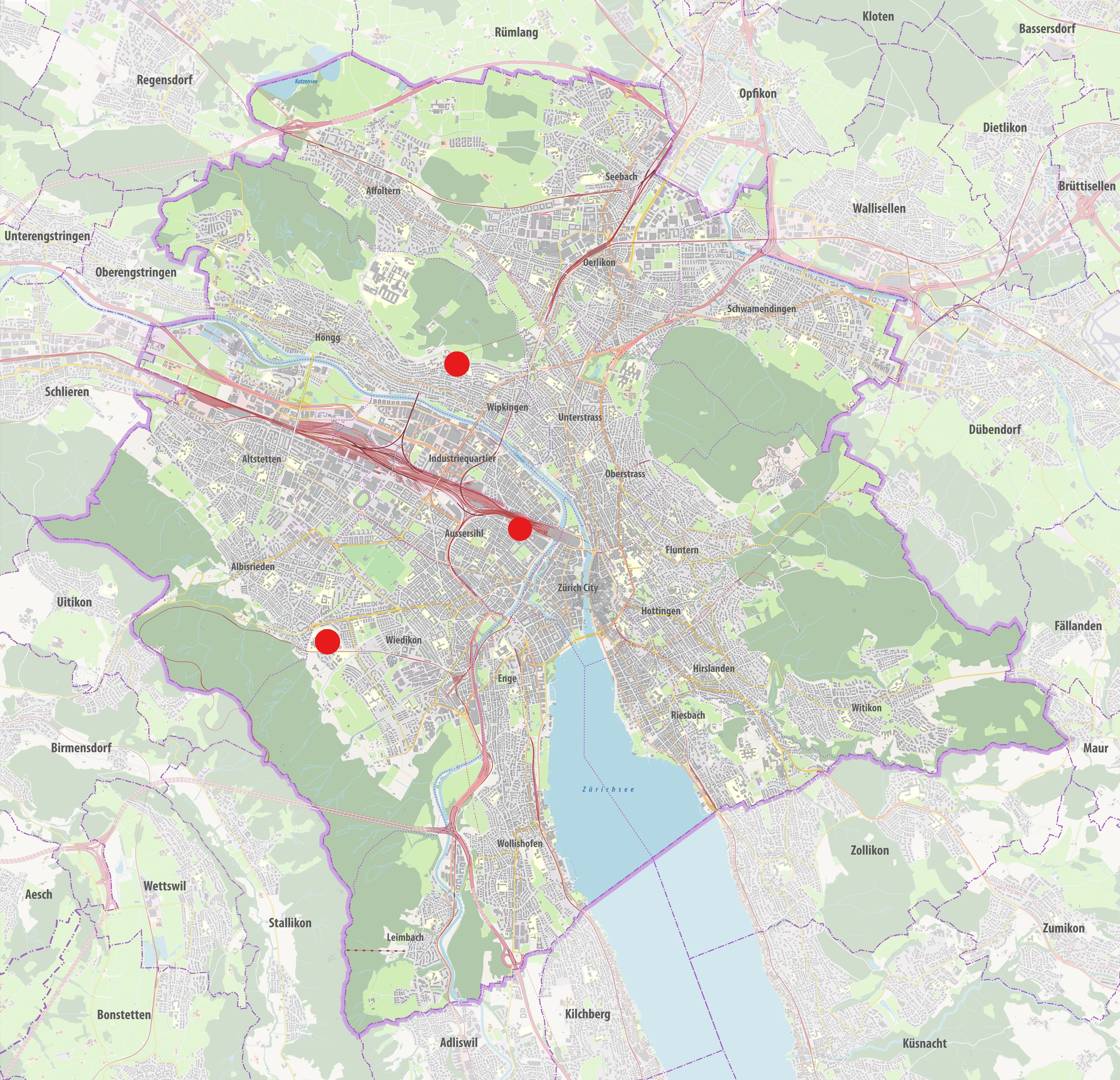
Standorte Stadtspital Zürich

Das Stadtspital Zürich ist ein Krankenhaus im Kanton Zürich und eine Dienstabteilung des Gesundheits- und Umweltdepartements der Stadt Zürich. Seit 2019 wird das Stadtspital als gemeinsames Zentrumsspital geführt, bestehend aus den einst eigenständigen Spitälern Waid und Triemli sowie dem 2023 neu eröffneten Standort an der Europaallee. Das Stadtspital Zürich bildet das zweitgrösste Krankenhaus und verfügt über das grösste Notfallzentrum des Kantons Zürich.

## Lage
Das 1953 eröffnete Stadtspital Zürich Waid liegt auf dem Gebiet der Stadtquartiere Wipkingen und Höngg (Kreis 10). Im Vergleich zur Innenstadt liegt der Spitalkomplex (493 m ü. M.) rund 90 Meter über dem Niveau des Zürichsees, im Norden des Stadtzentrums, am südlichen Höhenzug des Käferbergs.
Das 1970 eröffnete Stadtspital Zürich Triemli befindet sich im Stadtteil Wiedikon (Kreis 3), auf dem Gebiet des Quartiers Friesenberg. Im Gegensatz zur Innenstadt liegt der Spitalkomplex (463 m ü. M.) rund 60 Meter über dem Niveau des Zürichsees, im Südwesten der Stadt Zürich, am Fusse des Uetlibergs.
Das 2023 eröffnete Stadtspital Zürich Europaallee liegt beim Zürcher Hauptbahnhof im Stadtteil Aussersihl (Kreis 4).

## Einzugsgebiet
Das Stadtspital Zürich zählt zu den grössten Spitälern der Schweiz und ist als Zentrumsspital von überregionaler Bedeutung. Das Stadtspital unterhält Leistungsverträge aus diversen Kantonen.

## Organisation
Das Stadtspital Zürich ist ein öffentliches Spital für alle Versicherungsklassen des KVG und Selbstzahler.
In der schweizerischen Spitallandschaft hat es den Status eines Zentrumsspitals mit überregionalem Wirkungskreis. Das Spital bietet umfassende medizinische, pflegerische und therapeutische Dienstleistungen an.
Das Stadtspital Zürich führt das grösste Notfallzentrum im Kanton Zürich.
Das interdisziplinäre Notfallzentrum hat an 365 Tagen rund um die Uhr geöffnet. Dort arbeiten Ärztinnen und Ärzte aus der Chirurgie und der Inneren Medizin sowie Notfall-Pflegefachpersonen.

## Zahlen und Fakten
2023 wurden 19‘047 Operationen am Stadtspital Zürich durchgeführt. Es wurden 34‘552 Patientinnen und Patienten stationär behandelt und 436'725 ambulante Behandlungen durchgeführt. Das Notfallzentrum sowie den Frauen- und Kindernotfall haben insgesamt 84'145 Notfälle verzeichnet. Ausserdem kamen 2‘302 Kinder zur Welt.

## Departemente
Die Kliniken, Institute und Abteilungen im Stadtspital Zürich sind nach medizinischen und organisatorischen Kriterien in Departemente gegliedert. Der Direktionsstab, welcher unter anderem die strategische Unternehmensentwicklung und die Rechtsabteilung beinhaltet, ist keinem Departement zugeordnet. Auch die medizinische Direktion ist eine Stabstelle ohne Departementszuordnung und unterstützt mit medizinischen Diensten den Spitalbetrieb. Der Fokus liegt dabei auf Qualität, Aus- und Weiterbildung, den Zuweisungsprozessen, der Forschungsaktivität und dem medizinischen Controlling. Weiter ist der Bereich Informatik (IT) direkt dem Spitaldirektor unterstellt und ist für alle Informatikanwendungen und die entsprechende Infrastruktur verantwortlich. Er entwickelt und betreut die medizinischen und administrativen ICT-Applikationen.

### Innere Medizin
Im Departement Innere Medizin werden Patientinnen und Patienten mit Erkrankungen der inneren Organe untersucht und behandelt. In interdisziplinärer Zusammenarbeit wird die medizinische Versorgung im stationären und ambulanten Bereich sichergestellt. Zu diesem Gebiet gehört ebenfalls die Behandlung von onkologischen, kardiologischen und zerebralen Erkrankungen.

Stadtspital Zürich Triemli (1969)

### Chirurgie
Die chirurgisch tätigen Fachgebiete beinhalten unter anderem die Herzchirurgie, Urologie, Augenklinik und die Viszeral-, Thorax-, Gefäss-Chirurgie und Angiologie.

### Frau, Mutter, Kind
Das medizinische Angebot des Departements Frau, Mutter und Kind richtet sich an Frauen in allen Lebensabschnitten sowie an Kinder (und später Jugendliche) von der Geburt bis zum 16. Lebensjahr.

### Medizinische Plattformen
Das Departement Medizinische Plattformen vereinigt eine Vielzahl an medizinischen Dienstleistungen wie die Intensivmedizin und die Notfallmedizin unter einem Dach und bietet seine Dienste allen Kliniken und Institute unseres Spitals an.

### Medizinische Institut
Das Departement Medizinische Institute beinhaltet unter anderem die Rheumatologie, Nephrologie, Dermatologie, Pathologie, Labormedizin und die Spitalpharmazie.

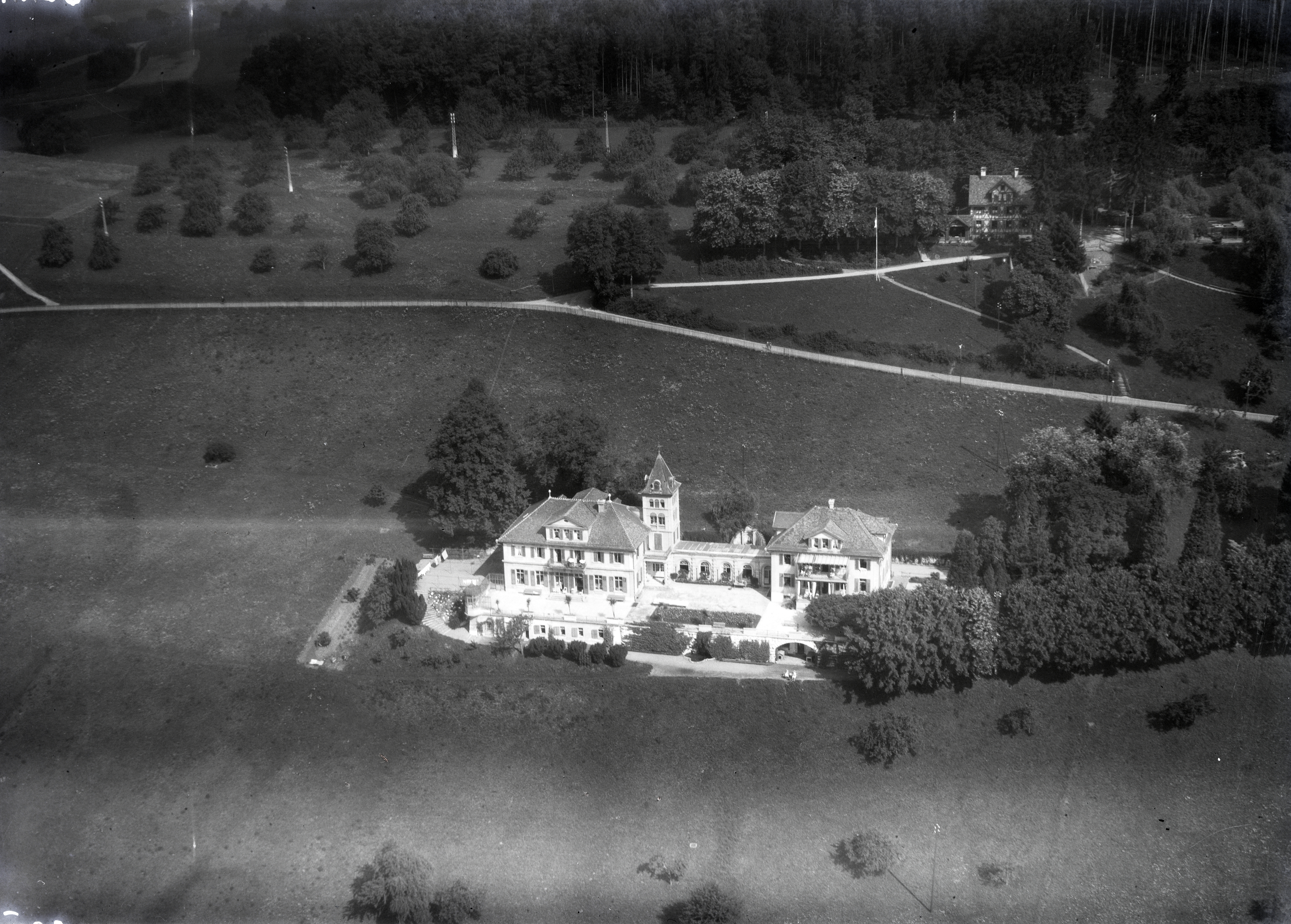
Luftbild Kurhaus Waidberg (1931)

### Fachpflege und Soziales
Ein Grossteil der Mitarbeitenden im Stadtspital Zürich ist in der Pflege in diversen medizinischen Fachbereiten tätig. Zudem ist diesem Departement auch der Sozialdienst zugehörig.

### Spezialpflege und Therapien
Das Departement Spezialpflege und Therapien beinhaltet unter anderem die Intensivpflege, Physio- und Ergotherapie sowie die Logopädie.

### Finanzen
Das Departement Finanzen kümmert sich um das Patientenmanagement, die Buchhaltung sowie Tarife, Leistungsmanagement und das strategische Controlling.

### Human Resources
Das Departement Human Resources ist zuständig für das gesamte Personalmanagement. Dazu gehört unter anderem die Personalrekrutierung und die Personalentwicklung.

### Betrieb
Das Departement Betrieb stellt Supportprozesse, meist im Zusammenhang mit der Patientenbehandlung, sicher. Dazu gehört unter anderem die Gastronomie, Infrastruktur, Logistik sowie die Reinigung.

## Kliniken, Institute und Abteilungen
Dem Stadtspital Zürich sind verschiedene Kliniken, Institute und Abteilungen untergeordnet.

### Kliniken
- Augenklinik
- Sanität Zürich (SRZ), RettungswagenFrauenklinik
- Herzchirurgie
- Innere Medizin
- Kardiologie
- Kinderklinik
- Klinik für Belegärzte
- Onkologie

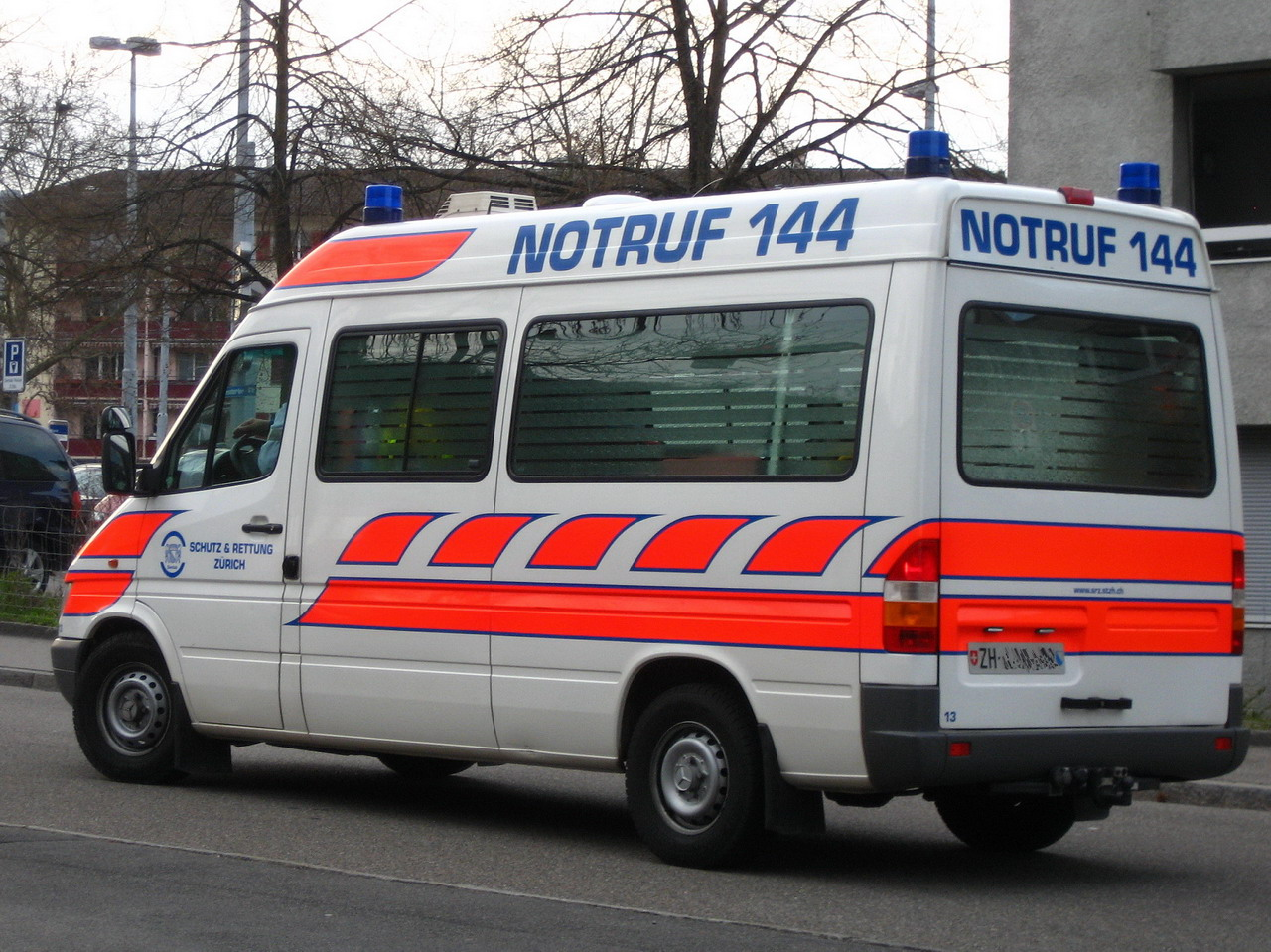
Sanität Zürich (SRZ), Rettungswagen

- Orthopädie, Hand- und Unfallchirurgie
- Radio-Onkologie
- Universitäre Klinik für Altersmedizin
- Urologie
- Viszeral-, Thorax-, Gefässchirurgie und Angiologie

### Institute
- Anästhesiologie
- Dermatologie
- Intensivmedizin
- Klinische Pathologie
- Labormedizin
- Nephrologie
- Notfallmedizin
- Radiologie und Nuklearmedizin
- Spitalpharmazie

### Abteilungen
- Endokrinologie
- Gastroenterologie
- Infektiologie
- Neurologie
- Palliative Care
- Pneumologie
- Rheumatologie

## Multidisziplinäre Zentren
Das Stadtspital Zürich unterhält Kooperationen nach innen und aussen. Intern arbeiten Spezialgebiete fächerübergreifend (Experten-Boards, interdisziplinäre Sprechstunden) zusammen. Nach aussen kooperiert das Stadtspital mit Partnerspitälern, nachsorgenden Institutionen und der niedergelassenen Ärzteschaft.
Das Stadtspital Zürich hat folgende Kompetenzzentren:
- Adipositas-Zentrum
- Ambulantes Perioperatives Zentrum
- Ambulantes Zentrum Augenklinik
- Ambulantes Zentrum Europaallee
- Brustzentrum
- Darmkrebs- und Pankreaszentrum
- Gefässzentrum
- Gynäkologisches Krebszentrum
- Herzzentrum

Am Herzzentrum arbeiten Fachpersonen der Kardiologie und der Herzchirurgie zusammen und entscheiden das weitere Vorgehen gemeinsam.
- Interdisziplinäres Augenzentrum
- Medizinische Interdisziplinäre Tagesklinik
- Tumorzentrum
- Zentrum für Schmerzmedizin (anästhesiologisch)

## Lehr- und Bildungsauftrag
Als öffentliches Spital ist das Stadtspital Zürich Triemli ein akademisches Lehrspital und Partnerspital der Universität Zürich.
Dem damit verbundenen Lehr- und Bildungsauftrag wird mit Kursen, Vorlesungen und Lehrveranstaltungen, wozu auch die klinische Forschung und Entwicklung zu zählen sind, nachgekommen. Weitere mit dem Auftrag als Lehrspital verbundene Aufgaben des Stadtspitals sind die Förderung des interdisziplinären Austauschs, der Wissenstransfer zwischen beruflicher Praxis und universitärer Theorie, Förderung der beruflichen Kompetenz angehender Fachkräfte und die vernetzte Zusammenarbeit mit anderen Spitälern und Bildungsinstitutionen.

## Berufe

### Mitarbeitende
Im Jahr 2022 waren rund 4'200 Mitarbeitende – davon rund 1'600 im Bereich Pflege und rund 1'600 in den medizinischen Fachbereichen im Spital beschäftigt. Unterstützung leisteten rund 100 Personen im Freiwilligeneinsatz mit individuellen Betreuungsaufgaben.

### Berufsausbildungen
Das Stadtspital Zürich ist nebst seinen Aufgaben als Lehrspital der Universität auch ein Ausbildungsspital.
Jährlich absolvierten rund 1000 Lernende und Studierende ihre Ausbildungen und Praktika im Stadtspital Zürich.

### Weiterbildungen
Das Stadtspital Zürich bietet unter anderem zu den Themen Reanimation, Wundmanagement, Diabetesberatung und Schmerzbekämpfung Weiterbildungen an. Nachdiplomstudiengänge können im Bereich Intensivpflege, Anästhesiepflege und Notfallpflege am Stadtspital Zürich absolviert werden.

## Gebäude
Das Triemli-Areal umfasst das Hauptgebäude mit Turm und Sockelgebäude, das Ende März 2016 eröffnete Bettenhaus, den Behandlungstrakt für hochspezialisierte Medizin, die Frauenklinik, das Zentrum Inselhof, sowie weitere Schulungs-, Verwaltungs- und Betriebsgebäude.
Das Stadtspital Zürich Waid befindet sich auf der Terrasse des Waidberghangs. Die Bauten des Spitalkomplexes sind längs der Strasse gestaffelt angeordnet und der topografischen Situation angepasst, und die Untergeschosse sind entsprechend auf der Talseite drei-, auf der Hangseite zweigeschossig angelegt. Durch die Längsbauweise der Häuser ist der Garten und Ruhebereich der Patienten von der Tiechestrasse räumlich und akustisch getrennt.
In baugeschichtlicher Hinsicht sind die Bauten des Stadtspitals Zürich Waid typische Vertreter der Nachkriegsarchitektur. Charakteristisch ist die gestaffelte Anordnung, die den Aussenraum einbezieht und unterschiedliche Gartenbereiche definiert. Die unspektakulären Satteldachbauten offenbaren bei näherer Betrachtung eine sorgfältige Detailgestaltung: Hell gestrichene, feingliedrige Balkongeländer, weiss gerahmte Fassadenöffnungen, weiss-blau gefasste Holzfenster, ebenso die Gestaltung der Eingangsbereiche und im Innern. Mit einem Farbkonzept und wechselnden Oberflächenmaterialien wurde versucht, mit einfachen Mitteln ein freundliches, wohnliches Ambiente zu schaffen.
Der dritte Standort des Stadtspitals Zürich wurde an der Europaallee ausgebaut und 2023 bezogen. Der Standort wurde bewusst in der Nähe des Hauptbahnhofs gewählt um kurze Wege gewährleisten zu können. Eine besondere Eigenschaft am Ausbau des Stadtspitals Zürich Europaallee ist das Einbahnstrassensystem. Der Weg führt die Patientinnen und Patienten in einer Linie vom Eintritt über die Operationsräume und die Tagesklinik bis zum Austritt, ohne dass sich Wege kreuzen. Mit einem warmen Farbkonzept wurde zudem versucht, die klassische sterile Wirkung von Spitalbetrieben aufzubrechen.

## Geschichte
Der Ursprung des Stadtspitals Zürich geht auf die grosse Spitalbettennot zurück, die in der ersten Hälfte des 20. Jahrhunderts unhaltbare Ausmasse annahm. Nachdem über mehrere Jahrzehnte hinweg keine politische Einigung möglich war, übernahm die Stadt Zürich mit den zwei schweizweit einmaligen Stadtspital-Grossprojekten die Initiative.
Zur Versorgung der Region Zürich Nord eröffnete 1953 das Stadtspital Zürich Waid, 1970 folgte für die Bevölkerung links der Limmat das Stadtspital Zürich Triemli, das zudem auch überregionale Dienstleistungen erbringt.
Das ambulante Zentrum an der Europaallee wurde im 2023 eröffnet, um den vermehrt ambulant durchgeführten Eingriffen gerecht zu werden. Seit 2019 wird bei gewissen operativen Eingriffen nur noch die ambulante Durchführung vergütet, ausser es liegen besondere Umstände vor, die eine stationäre Durchführung erfordern. So schafft der Standort an der Europaallee eine Entlastung der Operationssäle für die beiden anderen Standorten des Stadtspitals Zürich, welche dadurch vermehrt für stationäre Patientinnen und Patienten genutzt werden können.